# Comtat de Montenegro
El Comtat de Montenegro és un títol nobiliari espanyol creat el 1658 i atorgat a favor de Ramon Despuig i de Rocabertí sobre el seu feu de Monterillo, al Regne d'Aragó, anomenat Montenegro de llavors ençà. El 1795 li fou annexada la grandesa d'Espanya al que llavors era el titular, Joan Dameto Despuig, besnet de Ramon i quart titular del comtat. D'ençà de la seva creació sempre ha estat vinculat a la noblesa mallorquina.
El títol fou atorgat a Ramon Despuig i de Rocabertí pels seus mèrits com a militar. Amb el seu matrimoni amb l'aragonesa Melciora Martínez de Marcilla, comtessa de Montoro, aquest títol fou afegit als seus descendents. El títol anà passant de pares a fills fins a Ramon Despuig i Safortesa, que morí sense descendència i passà a son germà Joan, religiós que, per tant, morí sense descendència i passà el títol a sa germana Maria Lluïsa. Estava casada amb Josep Despuig i Fortuny, dels Despuig del Rellotge, descendents del germà petit del segon comte de Montenegro, i així el títol passà als seus fills, que continuaven el llinatge Despuig. A la mort de Llorenç Despuig i Sastre sense descendència, el títol passà als Trullols, marquesos de la Torre, de manera que als seus descendents apleguen tres títols: el de Marquès de Montenegro, el de Marquès de Montoro i el de Marquès de la Torre.
La casa pairal dels Despuig era al carrer de Can Puig, dit oficialment carrer de Montenegro, el qual deu el nom al títol nobiliari que ostentaven els Despuig. En canvi, la casa pairal de la branca menor dels Despuig del Rellotge era a la plaça de les Tortugues, i fou esbucada el 1972 per obrir-hi un gran comerç de roba, actualment C&A.
|                      | Titular                             | Període              |
| Creació per Felip IV | Creació per Felip IV                | Creació per Felip IV |
| -------------------- | ----------------------------------- | -------------------- |
| I                    | Ramon Despuig i de Rocabertí        | 1658-1681            |
| II                   | Joan Despuig i Martínez de Marcilla | 1681-1742            |
| III                  | Ramon Despuig i Cotoner             | 1742-1772            |
| IV                   | Joan Despuig i Dameto               | 1772-1813            |
| V                    | Ramon Despuig i Safortesa           | 1813-1848            |
| VI                   | Joan Despuig i Safortesa            | 1848-1853            |
| VII                  | Maria Lluïsa Despuig i Safortesa    | 1853-1867            |
| VIII                 | Tomàs Despuig i Despuig             | 1867-                |
| IX                   | Ramon Joan Despuig i Fortuny        |                      |
| X                    | Llorenç Despuig i Sastre            | -1972                |
| XI                   | Jordi Truyols i Descatlar           | 1972-                |
| XII                  | Francesc Truyols i Descatlar        |                      |
| XIII                 | Francesc d'Assís Truyols Salinas    | -1995                |
| XIV                  | Francesc d'Assís Truyols Nadal      | 1995-actualment      |